# Campaign Against Nuclear Energy
Die Campaign Against Nuclear Energy (CANE) gründete sich am 14. Februar 1976 als regionale Organisation in Perth, Western Australia, durch die Friends of the Earth Australia (FOEA). Weitere Mitglieder dieses Organisationsbündnisses waren die Australian Conservation Foundation, Conservation Council of Western Australia und Campaign to Save Native Forests. 
Die CANE trat gegen die Entwicklung von Kernkraftwerken, insbesondere in Western Australia, ein. Sie unterstützte den Atomwaffensperrvertrag, war gegen den Uranabbau und -export Australiens, die Weiterverbreitung von nuklearen Massenvernichtungswaffen und gegen den Aufenthalt von US-Schiffen in Australien, die mit Atomwaffen bewaffnet waren. Darüber hinaus unterstützte sie die Initiative für lokale atomwaffenfreie Zonen.
1976 initiierte die CANE Demonstrationen am Flughafen Perth und in Rockingham gegen den Transport von US-Atomwaffen durch Australien. Die erste Demonstration zum Parlamentsgebäude in Perth begann 1977 mit etwa 600, weitete sich am Hiroshima-Tag auf 3.000 und im November auf 10.000 Menschen aus. Der Premierminister Charles Court von Western Australia gab am 15. Juni 1979 bekannt, dass Planungen für Atomkraftwerke in der Breton Bay 90 km nördlich und in Wilbinga, 70 km nördlich von Perth existieren. Daraufhin veranstaltete CANE am 4. Juli 1979 eine öffentliche Gegenversammlung in der Perth Town Hall. 
CANE wurde ein Mitglied der Coalition for a Nuclear Free Australia (CNFA), ein australisches Bündnis von 79 Organisationen von Gewerkschaften, Anti-Atom-Organisationen, Umweltschutzorganisationen und der Friends of the Earth Australia. Die Gründung Women Against Nuclear Energy (WANE), die 21. April 1980 erfolgte, wurde aus der Campaign Against Nuclear Energy initiiert und führte später zur Women’s Action for Nuclear Disarmament.
Als die Australian Labor Party 1983 die Nationalwahl gewonnen hatte und auf den Bau von Kernkraftwerken verzichtete, setzte sich die Vorstellung durch, dass die australische Anti-Atomkraft-Bewegung und die ALP nunmehr keine weitere politische Plattform mehr benötigt. Die regionale Bewegung Campaign Against Nuclear Energy begann sich aufzulösen und hörte in den späten 1980er Jahren als Organisation auf zu existieren.